# Втора изтребителна авиобаза
Втора изтребителна авиобаза е бивше военно съединение на Военновъздушните сили на българската армия.

## История
Създадена е през 1994 г. от 2-ра изтребителна ескадрила на осемнадесети изтребителен авиополк и други тилови и свързочни поделения от 1-ва дивизия ПВО в Божурище. Базата се разполага на летището в с. Габровница, община Монтана, област Монтана.
През септември 1996 г. базата влиза в състава на Корпус ПВО с щаб в София, формиран чрез обединяването на 1-ва дивизия ПВО с щаб в Божурище (София) и 2-ра дивизия ПВО с щаб в Ямбол. Изтребителната авиоескадрила на 2-ра изтребителна авиобаза получава името „Дива котка“.
Авиобазата спира да съществува активно през 1998 г., а нейният самолетен парк е придаден на първа изтребителна авиобаза в Доброславци. Окончателното прекратяване на всякаква активност в базата е през юни 2002 г. Самолетите на въоръжение в база са МиГ-23МЛА/ МЛД/ УБ и L-29. Преди това, като част от 18-и ИАП изтребителната авиоескадрила лети на МиГ-21МФ/ ПФМ/ УМ и преминава на МиГ-23.
За кратко в края на 1990-те години авиобазата е използвана за доставки на ядрено гориво за АЕЦ Козлодуй от самолети Ил-76 на руската авиокомпания „Волга-Днепр“.

## Командири
Званията са към датата на заемане на длъжността:
- подп. Борис Методиев Начев (1996 – 1998 г.)
- подп. Божидар Георгиев Костадинов (1998 – 2000 г.)